# Sur la Terre comme au ciel
Sur la terre comme au ciel és una pel·lícula franco-belga dirigida el 1992 per Marion Hänsel i protagonitzada per l'actriu espanyola Carmen Maura.

## Argument
María García és una reportera de televisió embarassada que descobreix que un nombre creixent de nadons a punt de néixer (inclosa el seu propi nadó) està dient a les seves mares que no volen néixer o naixen morts quan són induïts per no perpetuar el llinatge humà, perquè no els agrada com ha esdevingut el món. Ella en pren consciència, i intenta advertir la professió mèdica, i després als mitjans de comunicació.

## Repartiment
- Carmen Maura: Maria Garcia
- Jean-Pierre Cassel: Redactor en cap
- Didier Bezace: Tom
- Samuel Mussen: Jeremy
- André Delvaux: Professor
- Philippe Allard: Jove
- Daniela Bisconti: Laura
- Francine Bustin: Ginecòloga
- André Debaar: Ginecòleg convidat
- Denise de Hagen: Quinesiterapeuta
- Serge Dumoulin: Henri
- Véronique Dumont: Noia
- Pierre Laroche: Ginecòleg
- Hugues Lepaigne: Presentador
- Johan Leysen: Hans

## Crítiques
la pel·lícula no fou ben rebuda pels crítics belgues. Per a Luc Honoré, la veu del bebè és una reminiscència de Toto le héros, de Jaco Van Dormael, que va treballar al guió; però per ell la pel·lícula hauria guanyat si s'hagués reduït a un curtmetratge. Per al New York Times, la pel·lícula és un híbrid de ciència-ficció i informació mèdica.